# Kay Bluhm
Pour les articles homonymes, voir Bluhm.
Kay Bluhm (13 octobre 1968 à Brandebourg-sur-la-Havel) est un kayakiste allemand pratiquant la course en ligne.

## Palmarès

### Jeux olympiques
- 1992 Barcelone K-2 500 m
1992 Barcelone K-2 1000 m
1996 Atlanta K-2 500 m
- 1996 Atlanta K-2 1000 m
- 1988 Seoul K-4 1000 m

### Championnats du monde
- 1989 Plovdiv K-2 500 m
1989 Plovdiv K-2 1000 m
1990 Poznań K-2 1000 m
1991 Paris K-2 1000 m
1993 Copenhagen K-2 500 m
1993 Copenhagen K-2 1000 m
1994 Mexico K-2 500 m
- 1989 Plovdiv K-1 500 m
1991 Paris K-2 500 m
1991 Paris K-2 10000 m
1995 Duisburg K-2 1000 m
- 1990 Poznań K-2 500 m
1990 Poznań K-4 1000 m
1994 Mexico K-2 200 m